# فيرجينيا بونسي
فيرجينيا بونسي (5 يناير 1949 - 9 نوفمبر 2020)، هي رياضية قفز عالي رومانية. شاركت في الوثب العالي للسيدات في دورة الألعاب الأولمبية الصيفية لعام 1968.